# Columbia University
Die Columbia University (offiziell Columbia University in the City of New York oder Columbia-Universität in der Stadt New York) zählt zu den weltweit renommiertesten Universitäten. Die Einrichtung ist älter als die Vereinigten Staaten. Die Columbia University liegt im Stadtteil Morningside Heights des New Yorker Bezirks Manhattan. Sie ist Mitglied der elitären Ivy League und der Association of American Universities, beides Verbünde führender forschungsintensiver nordamerikanischer Universitäten. Die private Universität schneidet in Hochschulrankings regelmäßig unter den zehn besten Hochschulen der Welt ab. Die Zulassung ist hochselektiv, mit einer Aufnahmequote von nur 3,85 % gehört sie zu den drei tiefsten der Vereinigten Staaten. 2017 waren über 32.000 Studenten eingeschrieben. Das Motto der Universität ist in lumine tuo videbimus lumen (Ps 36,10  in der Vulgata; deutsch In deinem Licht werden wir Licht sehen).
Die Universität verfügt über ein umfassendes Netzwerk prominenter Alumni. Mit 103 Nobelpreisgewinnern brachte sie weltweit – zusammen mit Cambridge und Harvard – die meisten Nobelpreisträger hervor. Auch 39 Oscargewinner, 125 Gewinner des Pulitzer-Preises, drei amerikanische Präsidenten sowie zahlreiche bekannte Staatsoberhäupter, Politiker, Unternehmer und Forscher studierten an der Columbia Universität.

## Geschichte

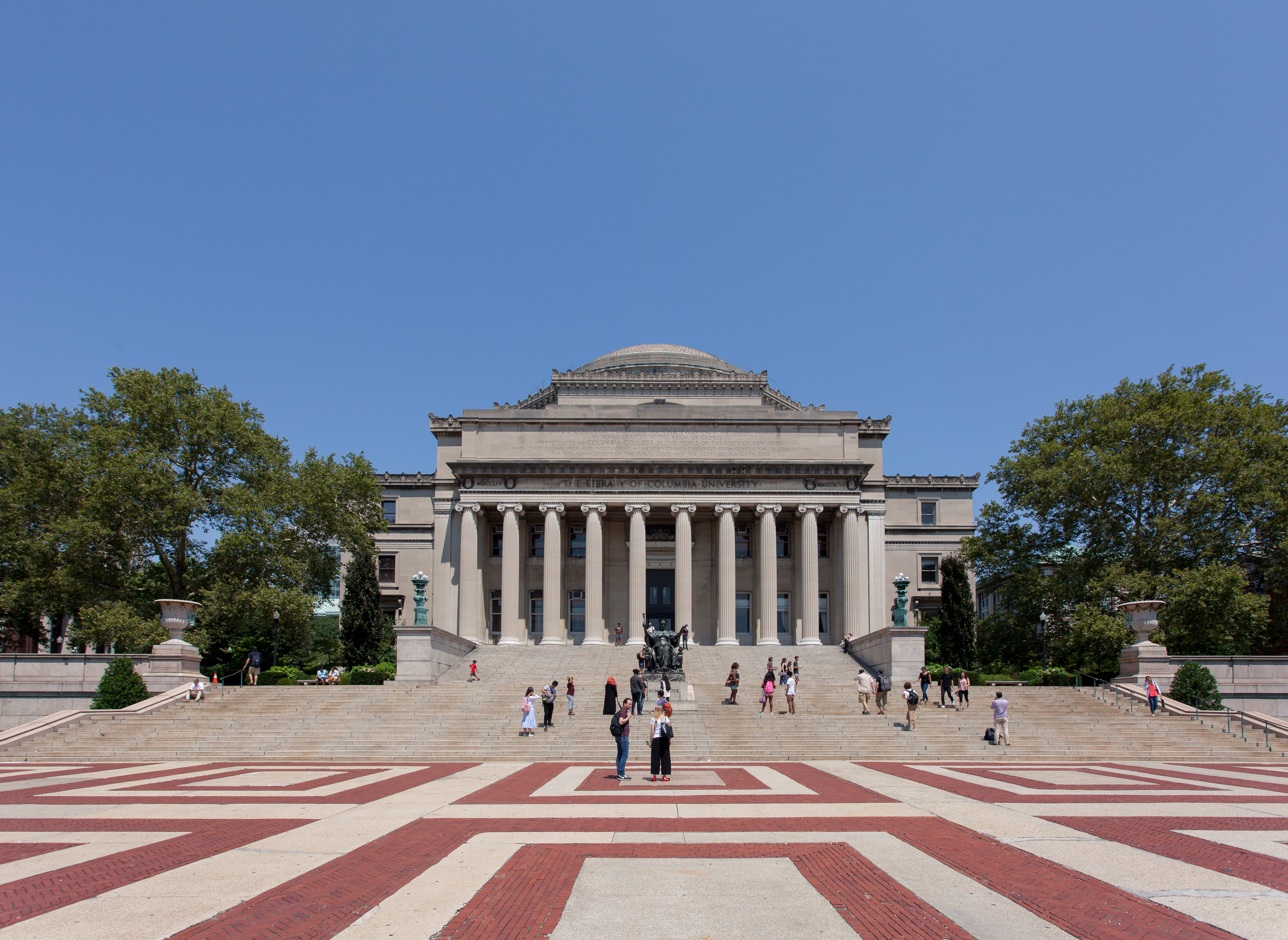
Low Library

### Gründungsgeschichte und erste Jahrzehnte
Am 31. Oktober 1754 wurde das King’s College unter königlichem Erlass von König Georg II. gegründet. Es ist die älteste Hochschule im Staat New York und die fünftälteste in den Vereinigten Staaten.
Im Juli 1754 fand die erste Vorlesung durch Samuel Johnson (1696–1772) in einem Gebäude statt, das mit der Trinity Church verbunden war. Heute befindet sich dort der untere Broadway in Manhattan. Die Vorlesung wurde vor acht Studenten gehalten. 1767 wurde dem King’s College gestattet, als erste amerikanische medizinische Hochschule den Grad Doktor der Medizin zu verleihen. Zu den ersten Studenten und Kuratoren des King’s College gehörten John Jay, der erste Chief Justice of the United States, Alexander Hamilton, der erste Finanzminister der Vereinigten Staaten und Robert R. Livingston, einer der fünf Männer, die die Unabhängigkeitserklärung entwarfen.
Während des Amerikanischen Unabhängigkeitskrieges wurde der Lehrbetrieb ab 1776 für acht Jahre unterbrochen.
1784 wurde das College als Columbia College wieder eröffnet.

### 19. Jahrhundert
1849 zog das College vom Park Place, in der Nähe der heutigen City Hall, in die 49. Straße und Madison Avenue, wo es für die nächsten fünfzig Jahre verblieb. Während der letzten Hälfte des neunzehnten Jahrhunderts nahm das Columbia College die Züge einer modernen Universität an. Die Law School wurde 1858 gegründet und die ersten akademischen Vorlesungen im Bergbau, als Vorgänger der heutigen Fu Foundation School of Engineering and Applied Science, wurden 1864 gehalten. Das Barnard College, das zunächst nur Frauen vorbehalten war, wurde 1889 an Columbia angegliedert. Die Medical School wurde 1891 unter die Schirmherrschaft der Universität gestellt, gefolgt vom Teachers College 1893.
Die postgraduierten Fakultäten der Politikwissenschaft, Philosophie und Wissenschaftstheorie wurden im Columbia College zu einem der ersten Zentren für postgraduierte Weiterbildung.
1896 zog der Campus von der 49. Straße zum 10,5 Hektar großen Campus in den Morningside Heights (von der 114. bis zur 120. Straße, Broadway bis Amsterdam Avenue West), wo die Universität sich bis heute befindet. Der Campus wurde durch die bekannten Architekten der Firma McKim, Mead, and White gestaltet. Anlässlich des Umzugs gaben die Kuratoren dem College einen neuen Namen: Columbia University, nach der weiblichen nationalen Personifizierung der USA, „Columbia“.

### 20. Jahrhundert
1902 wurde durch den New Yorker Zeitungsmagnaten Joseph Pulitzer eine hohe Summe an die Universität gespendet, um einen Fachbereich für Journalismus einzurichten. 1912 öffnete die Graduate School of Journalism – der einzige journalistische Fachbereich der Universitäten in der Ivy League. Die Schule verleiht jährlich den Pulitzer-Preis und den Dupont Award im Rundfunkjournalismus. Die Columbia Business School wurde 1916 hinzugefügt, zum Teil durch die Initiative des damaligen Präsidenten der Chase Manhattan Bank, Alonzo Barton Hepburn.
1928 wurde mit dem Columbia-Presbyterian Medical Center der zweite Campus der Columbia University in den Washington Heights (von der 165. bis zur 168. Straße, Riverside Drive bis Audubon Avenue) eröffnet.
Die atomare Forschung durch die Fakultätsmitglieder Isidor Isaac Rabi, Enrico Fermi und Polykarp Kusch rückte in den 1940er Jahren die physikalische Fakultät in den Blickpunkt der Weltöffentlichkeit, nachdem der erste Kernreaktor gebaut worden war und so das Manhattan-Projekt begonnen hatte.
Im Frühjahr 1968 hielten protestierende Studenten fünf Gebäude eine Woche lang besetzt. Sie protestierten gegen den Bau einer Sporthalle im Morningside Park, die Präsenz von Offizieren und Regierungsbeamten auf dem Campus zur Rekrutierung von Vietnamkämpfern und gegen die Universitätsverwaltung generell. Der Entwurf für die Sporthalle hatte viele Studenten und örtliche Aktivisten empört, da das Gebäude im hinteren Westteil einen kleineren Eingang für die Öffentlichkeit erhalten sollte. Da die meisten Leute in der Gegend schwarz waren, erinnerten die Pläne an das verhasste Jim-Crow-System, d. h., die Rassentrennung im Süden, wo die Schwarzen immer die Rücksitze in den Bussen besetzen sowie streng getrennte Schulen, Parks, Wasserbrunnen, Restaurants, Hotels und so weiter benutzen mussten. Angeordnet durch den damaligen Universitätspräsidenten Grayson Kirk wurde die Besetzung der Universitätsgelände durch die New Yorker Polizei gewaltsam beendet. Nachdem die Studenten daraufhin die Abschlussfeier boykottiert hatten, musste Kirk selbst jedoch zurücktreten.
Der Stern der Columbia University sank zwischen den 1970er und 1980er Jahren. Während der 1990er eroberte die Universität unter ihrem Präsidenten George Rupp eine der Spitzenpositionen in der Reihe der führenden Universitäten des Landes zurück.

### 21. Jahrhundert
Die Universität leidet stark unter der Einengung durch das urbane New York. Die Universität plant, schrittweise die Gelände nördlich des heutigen Morningside-Heights-Campus und westlich des Broadways aufzukaufen und sie zum dritten Campus der Universität umzubauen, was allerdings bisher einige Proteste der in der Umgebung lebenden Bevölkerung zur Folge hatte.
2007 hielt Mahmud Ahmadineschad im Rahmen des jährlich von der Universität organisierten World Leaders Forum eine umstrittene Rede.
Im August 2020 beschloss die Universität in Folge der Rassismusdebatte im Zusammenhang mit den Protesten infolge des Todes von George Floyd das nach Samuel Bard benannte Unterkunftsgebäude der Medizinstudenten umzubenennen. Bard war Leibarzt von George Washington und Mitbegründer der medizinischen Fakultät. Im Jahr 2015 durch die Fakultätsleitung initiierte Recherchen hatten ergeben, dass Bard ein Sklavenhalter gewesen war.

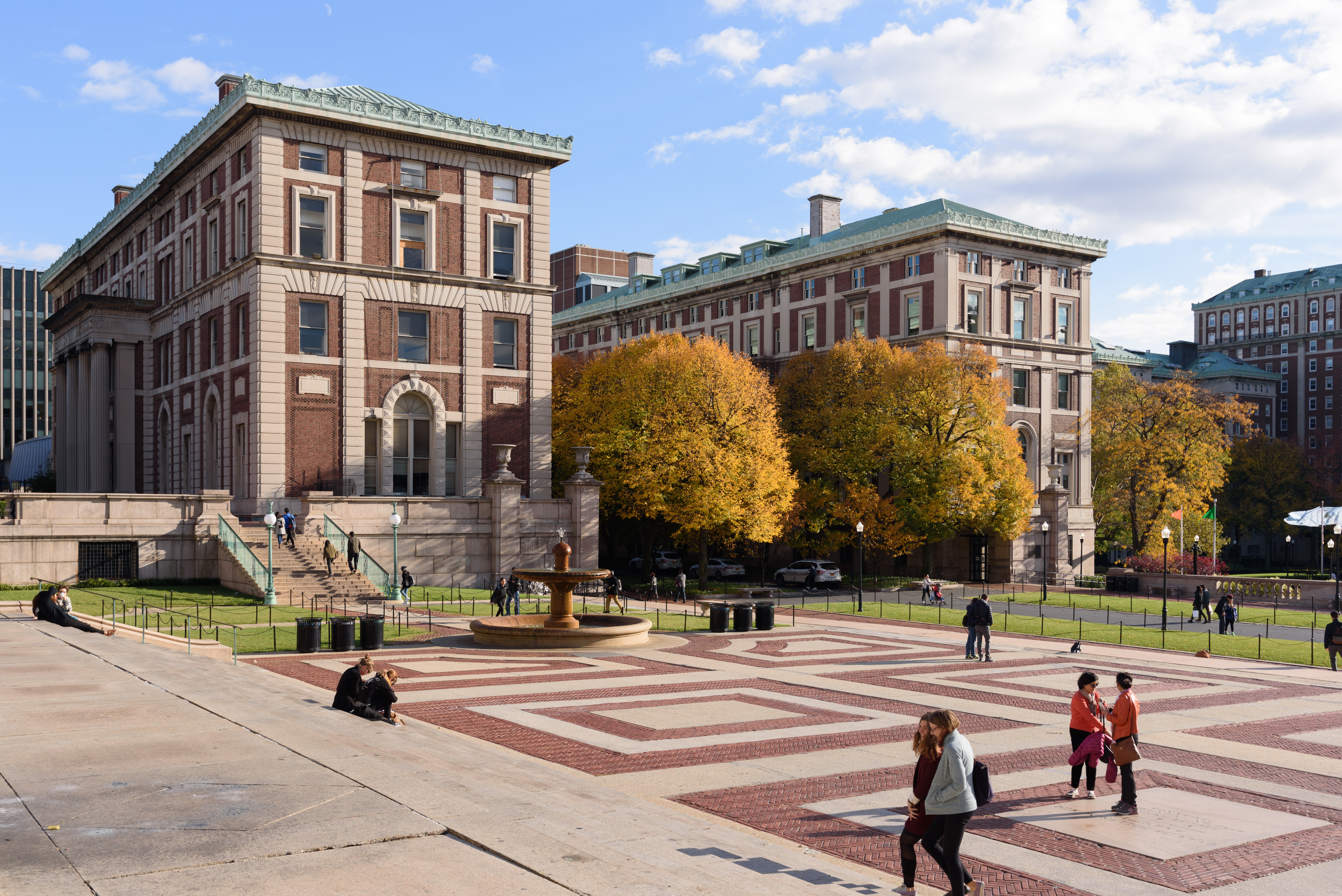
Campus
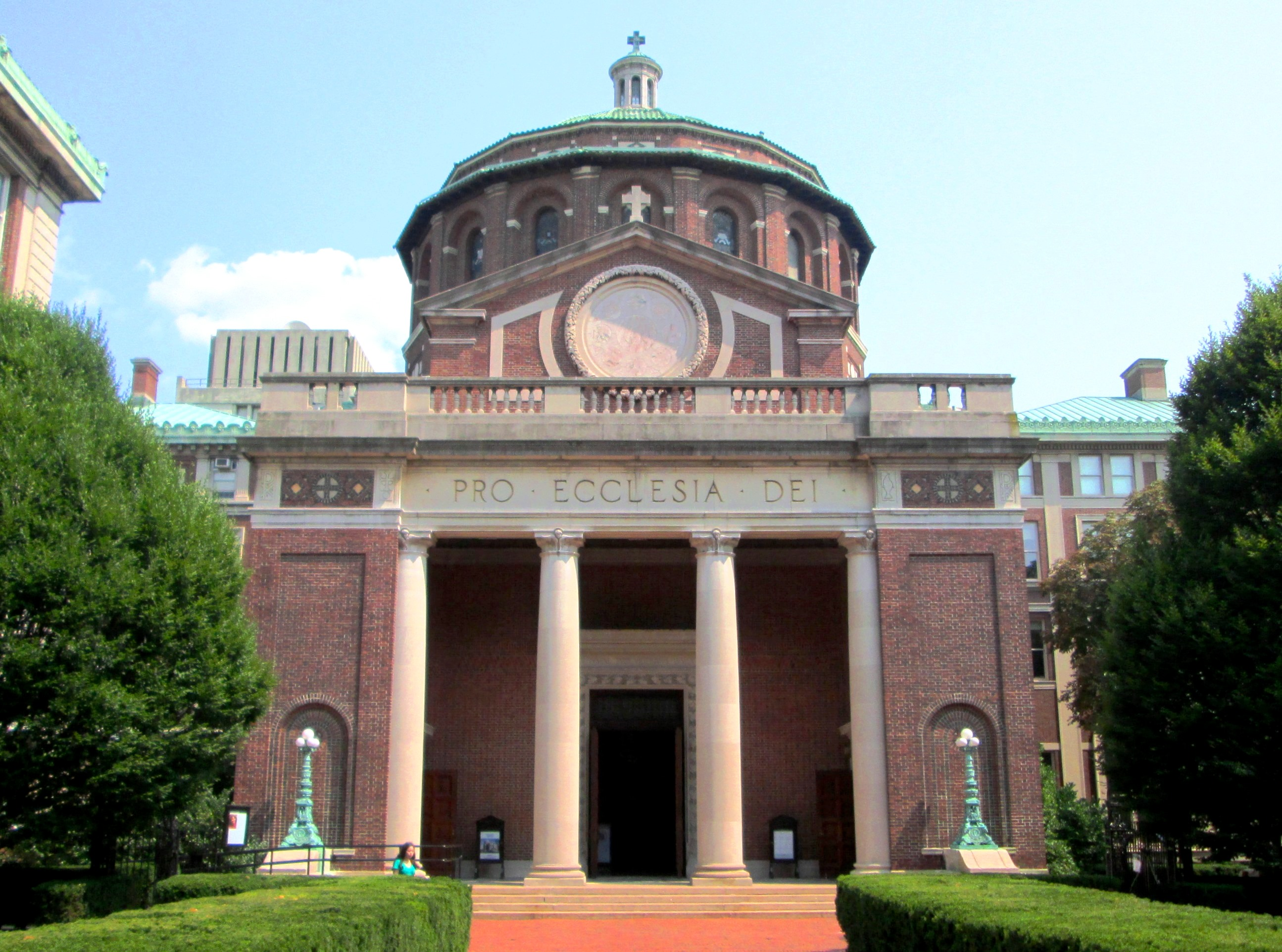
St. Paul’s Chapel, Earl Hall Center
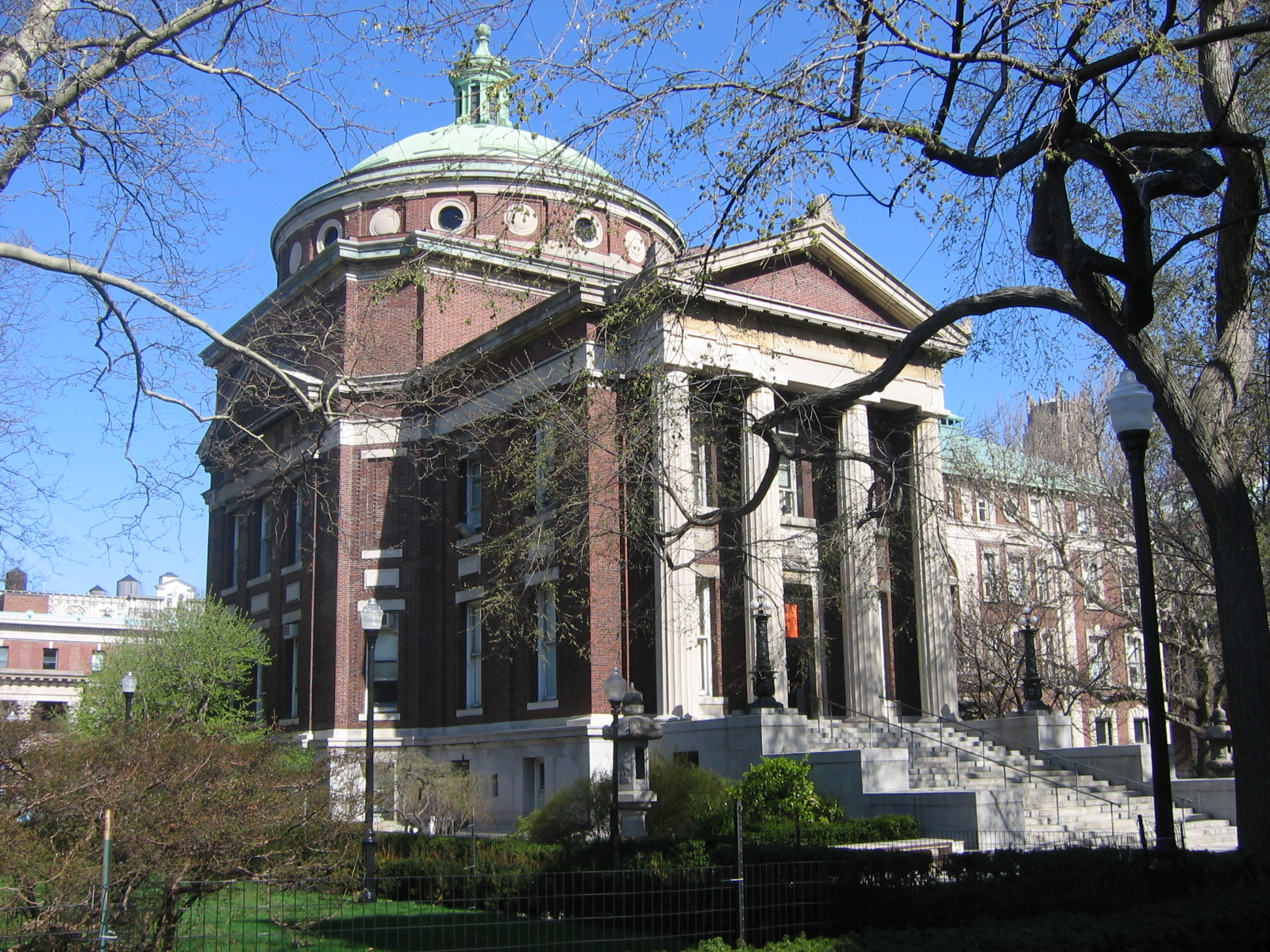
Earl Hall
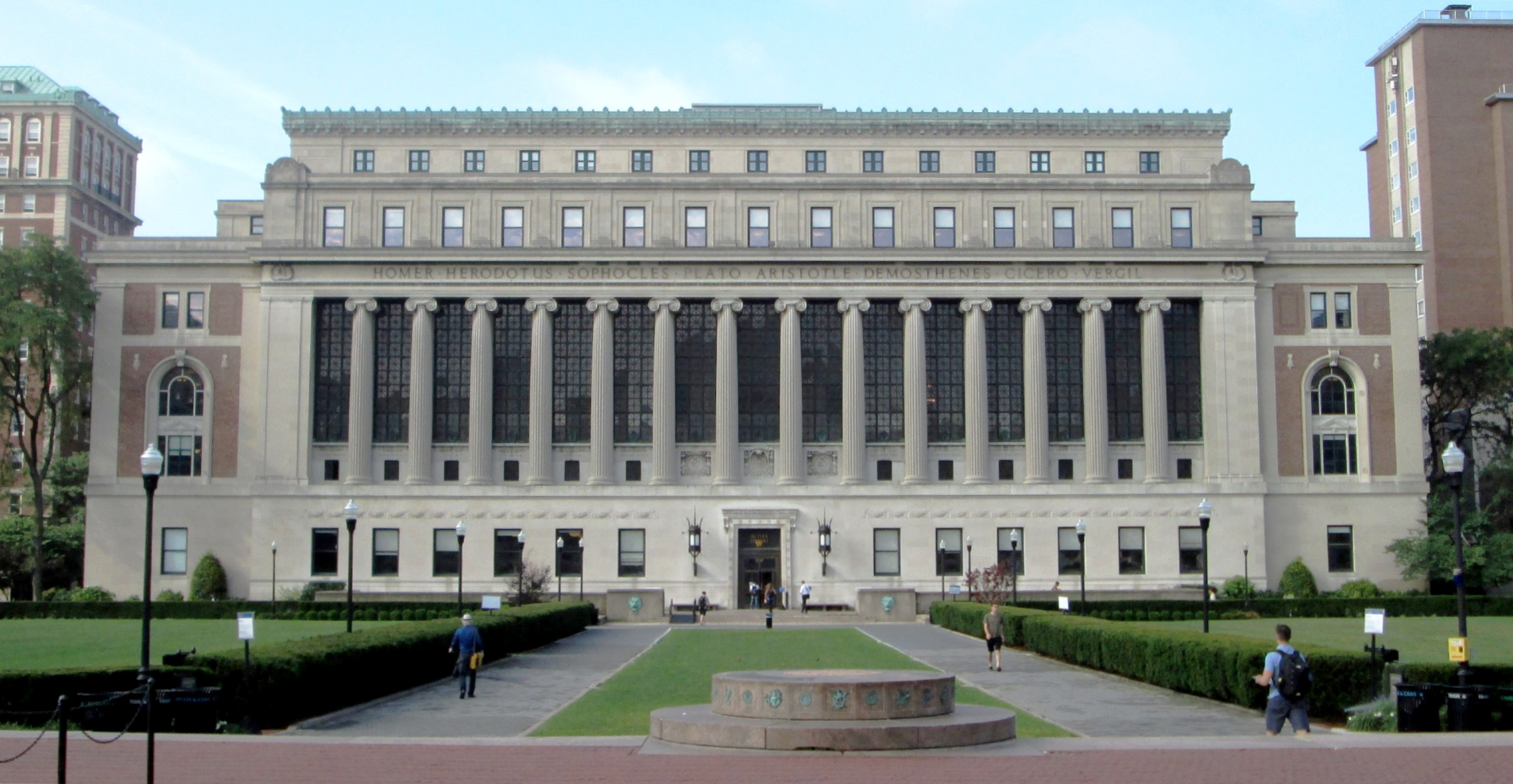
Butler Library

Proteste ab April 2024
Im April 2024 kam es zu größeren Protesten an der Universität anlässlich des andauernden Gaza-Kriegs und zu 108 Festnahmen (Stand 25. April) durch die Polizei. Die Demonstrierenden kritisierten das Vorgehen Israels in Gaza und forderten von der Hochschule, finanzielle Beziehungen mit Israel zu beenden. Die Universitätsleitung verkündete, dass nach einer Frist zur Räumung des Protestcamps teilnehmende Studenten suspendiert würden. Daraufhin besetzten Protestierende ein Gebäude. Vermummte drangen später in das Gebäude und schlugen Fenster ein, woraufhin mehrere hundert Polizisten am 1. Mai das besetzte Gebäude stürmten und etwa 100 Studenten festnahmen. Universitätspräsidentin Minouche Shafik verurteilte die Proteste und geriet im Zuge der Proteste in Kritik von allen Seiten. In einigen rechten Medien wie dem Fox News Channel und Gastkommentaren in konservativen Medien wie dem Wallstreet Journal wurde ihr vorgeworfen, zugelassen zu haben, dass ausländische Gruppierungen wie z. B. die Hamas, die Hisbollah und die Huthis Proteste herangezüchtet hätten. Die zuständigen Sektionen der American Association of University Professors gaben am 19. April eine gemeinsame Erklärung ab, in der sie Shafik vorwarfen, nicht die akademische Freiheit zu verteidigen und zu einseitige Anschuldigungen gegen Antikriegsdemonstranten als gewalttätig und antisemitisch zu akzeptieren. Bei einer Anhörung im Kongress am 17. April wurde Shafik von den eher rechten Abgeordneten vorgeworfen, antisemitische Proteste auf dem Campus nicht effektiv gestoppt zu haben, eher linke Abgeordnete kritisierten Shafik für das Herbeirufen der Polizei von der Universitätsleitung gegen die Protestierenden als Gefährdung der akademischen Freiheit. Im August 2024 trat Shafik als Präsidentin der Columbia University zurück. Bei den Protesten kam es auch zu antisemitischen Parolen und Übergriffen. Jüdische Studenten wurden bedroht, bespuckt und angegriffen. Jüdische Studenten, heißt es in einem Meinungsbeitrag für die Haaretz, fühlten sich auf dem Campus nicht mehr sicher. Im August 2024 veröffentlichte eine Untersuchungskommission ihren Bericht über antisemitische Vorfälle.
Am 9. März 2025 wurde der palästinensische Aktivist und Absolvent der Columbia University, Mahmoud Khalil, von der Einwanderungsbehörde (ICE) festgenommen. Amnesty International bezeichnet seine Verhaftung als rechtswidrig, da Mahmoud Khalil eine dauerhafte Aufenthaltsgenehmigung für die USA, die sogenannte Green Card, besitzt und fordert seine unverzügliche Freilassung. Präsident Trump kündigte an, er werde Khalil abschieben. Es sei die erste Verhaftung „von vielen, die noch folgen werden“. Am 11. April entschied eine US-Richterin, dass die Trump-Regierung Mahmoud Khalil, der bislang nicht aus der Haft entlassen wurde, abschieben kann. Khalil hat das Recht, bis zum 23. April gegen die Anordnung Berufung einzulegen.

## Vermögen
Der Wert des Stiftungsvermögen der Columbia University stieg von 10,95 Milliarden US-Dollar im Juni 2019 über 11,26 Milliarden US-Dollar im Juni 2020 weiter um 27,5 % auf 14,35 Milliarden US-Dollar im Juni 2021. Damit lag die Universität 2021 auf Platz 12 der vermögendsten Universitäten.

## Organisatorische Gliederung
- Allgemeine Studien
- Architektur, Planung und Erhaltung (Graduate School)
- Columbia College
- Ingenieurwesen und Angewandte Wissenschaften (The Fu Foundation School of Engineering and Applied Science)
- Internationale und Öffentliche Angelegenheiten
- Journalismus (Graduate School)
- Künste
- Künste und Wissenschaften (Graduate School)
- Medizin (College of Physicians and Surgeons)
- Öffentliche Gesundheit (Mailman School of Public Health)
- Pflege
- Postbaccalaureate Premedical Program
- Rechtswissenschaften
- Soziale Arbeit (Social Work)
- School of International and Public Affairs, SIPA (Graduate School) mit dem 1948 von Ernst Jäckh gegründeten Middle East Institute
- Weiterbildung
- Wirtschaftswissenschaften (Graduate School)
- Zahn- und Mundchirurgie

Weitere mit der Columbia verbundene Einrichtungen:
- Barnard College
- Jüdisches theologisches Seminar (Affiliate)
- Lamont-Doherty Earth Observatory
- Teachers College (Affiliate)
- Union Theological Seminary (Affiliate)

## Studenten
Von den 31.455 im Herbstsemester 2020 eingeschriebenen Studierenden waren rund 54 Prozent Frauen und 46 Prozent Männer.
Nach Ethnizität gegliedert:
- 20.645 (66 %) US-Amerikaner und Personen mit dauerhaften Aufenthaltserlaubnis
  - 9.666 (47 %) Weiß
  - 4.056 (20 %) Asiatisch
  - 2.636 (13 %) Hispanics oder Lateinamerikaner
  - 1.610 (8 %) Schwarz oder Afroamerikaner
  - 956 (5 %) Zwei oder mehr Ethnien
  - 65 (0,3 %) Amerikanischer Ureinwohner
  - 24 (0,1 %) Ureinwohner Hawaiis oder andere Pazifikinsulaner
  - 1.632 (8 %) Nicht bekannt

- 10.810 (34 %) Internationale Studenten aus 147 Ländern (mit den am meisten vertretenen Ländern: China, Indien, Kanada, Südkorea und Frankreich)

## Sport
Die Columbia University gehört zu der sogenannten Ivy League, einer Sportliga im Nordosten der USA, in der mehrere bekannte Spitzenuniversitäten vertreten sind. Die Sportteams von Columbia werden die Lions genannt.

## Persönlichkeiten

### Gewonnene Preise
- Nobelpreise: 87[33]
- MacArthur Foundation Award: 20
- National Medal of Science: 10
- National Academy of Sciences: 32
- American Academy of Arts and Sciences: 107

### Liste bedeutender Absolventen und Professoren
- Max Abramovitz (1908–2004), Architekt
- Mortimer Adler (1902–2001), Philosoph und Schriftsteller
- Madeleine Albright (1937–2022), US-Außenministerin unter Bill Clinton
- Encarnacion Alzona (1895–2001), philippinische Historikerin, Hochschullehrerin und Suffragistin
- Hafizullah Amin (1929–1979), afghanischer Politiker
- Isabel Andreu de Aguilar (1887–1948), puerto-ricanische Schriftstellerin, Pädagogin, Frauenrechtlerin und Philanthropin
- Virginia Apgar (1909–1974), medizinische Fakultät 1933
- Isaac Asimov (1920–1992), Biochemiker
- Paul Auster (1947–2024), Schriftsteller
- David W. Ball (* 1949), Schriftsteller
- Luiz Olavo Baptista (1938–2019), brasilianischer Jurist und Mitglied am WTO Appellate Body
- Jacques Barzun (1907–2012), US-amerikanischer Historiker und Hochschullehrer
- Theos Casimir Bernard (1908–1947), Religionsforscher
- Nora Stanton Blatch Barney (1883–1971), Bauingenieurin, Architektin und Suffragette
- James Blish (1921–1975), US-amerikanischer Science-Fiction-Autor und -Kritiker
- Konrad Emil Bloch (1912–2000), deutsch-US-amerikanischer Biochemiker und Nobelpreisträger
- Natalie de Blois (1921–2013), US-amerikanische Architektin
- Franz Boas (1858–1942), deutschstämmiger US-amerikanischer Ethnologe, Sprachwissenschaftler, Physiker und Geograph
- Sorrell Booke (1930–1994), Schauspieler
- Ann Brashares (* 1967), Schriftstellerin
- Jean Broadhurst (1873–1954), Botanikerin, Bakteriologin und Hochschullehrerin
- Roxanna M. Brown (1946–2008), Kunsthistorikerin und Archäologin
- Klaus vom Bruch (* 1952), deutscher Medienkünstler
- Louis Brus, US-amerikanischer Chemiker, Physiker un Nobelpreisträger
- Warren Buffett (* 1930), US-amerikanischer Investor
- Royal Huddleston Burpee (1898–1987), US-amerikanischer Psychologe
- Nicholas Murray Butler (1862–1947), Präsident der Universität, US-Präsidentschaftskandidat 1920, Friedensnobelpreisträger 1931
- Dan Cacuci (* 1948), rumänisch-US-amerikanischer Kerntechnikingenieur
- Mary L. Caldwell (1890–1972), Biochemikerin
- Whittaker Chambers (1901–1961), US-amerikanischer Schriftsteller und Redakteur sowie kommunistischer Agent und Informant
- Die Collyer-Brüder Homer (1881–1947) und Langley (1885–1947), US-Amerikaner, bekannt geworden aufgrund ihrer auffälligen Lebensweise
- Ada Comstock (1876–1973), Hochschullehrerin und Präsidentin des Radcliff College
- Andrew Cordier (1901–1975), Präsident der Universität 1968–1970
- Mary Cover Jones (1896–1987), US-amerikanische Entwicklungspsychologin
- Sidney Darlington (1906–1997), Physiker und Ingenieur, Erfinder der Darlington-Schaltung
- Gray Davis (* 1942), Rechtswissenschaftliche Fakultät, Gouverneur von Kalifornien
- Tom DeMarco (* 1940), Autor
- Melvil Dewey (1851–1931), Bibliothekar
- Theodosius Dobzhansky (1900–1975), Genetiker, Zoologe und Evolutionsbiologe
- Nikiforos Diamandouros (* 1942), Europäischer Bürgerbeauftragter seit 2003
- Abba Eban (1915–2002), israelischer Außenminister und UN-Botschafter
- Dwight D. Eisenhower (1890–1969), Präsident der Universität 1948–1953, 34. US-Präsident 1953–1961
- Walter Farley (1915–1989), US-amerikanischer Schriftsteller
- Enrico Fermi (1901–1954), Kernphysiker
- Dan Flavin (1933–1996), Künstler
- Crispin Freeman (* 1972), Synchronsprecher
- Milton Friedman (1912–2006), Ökonom
- Lou Gehrig (1903–1941), Baseballspieler
- Nicholas Georgiadis (1923–2001), Maler, Kostüm- und Bühnenbildner
- Alexander Hamilton (1755–1804), Gründervater der Vereinigten Staaten, King’s College
- Alexander O. Gettler (1883–1968), Biochemiker und Pionier der forensischen Toxikologie
- Allen Ginsberg (1926–1997), Dichter der Beat Generation
- Ruth Bader Ginsburg (1933–2020), Rechtswissenschaftliche Fakultät
- Emre Gönensay (* 1937), türkischer Außenminister und Ökonom
- Benjamin Graham (1894–1976), Begründer der fundamentalen Wertpapieranalyse
- Brian Greene (* 1963), Begründer der Stringtheorie, weltweit anerkannter Physiker
- Jake Gyllenhaal (* 1980), US-amerikanischer Schauspieler
- Maggie Gyllenhaal (* 1977), US-amerikanische Schauspielerin
- Richard S. Hamilton (1943–2024), Mathematiker
- Armand Hammer (1898–1990), US-amerikanischer Industrieller
- Elizabeth Hillman, britische Physikerin und Medizintechnik-Ingenieurin
- Roald Hoffmann (* 1937), US-amerikanischer Chemiker, 1981 Nobelpreis für Chemie
- Herman Hollerith (1860–1929), US-amerikanischer Unternehmer und Ingenieur
- Charles Evans Hughes (1862–1948), Gouverneur von New York, US-Außenminister
- Jim Jarmusch (* 1953), US-amerikanischer Autorenfilmer, Schauspieler und Filmproduzent
- Ernst Jäckh (1875–1959), deutsch-amerikanischer Publizist, 1940 Professor für Politikwissenschaft, 1948 Gründung des Middle East Institute
- Merit E. Janow, US-amerikanische Hochschullehrerin und Mitglied des WTO Appellate Body
- Arthur Jensen (1923–2012), Psychologe
- Dakis Joannou (* 1939), zyprischer Industrieller, Kunstsammler
- Mary Jobe Akeley (1878–1966), Naturforscherin und Kartografin
- Radovan Karadžić (* 1945), Psychiater, Dichter und verurteilter Kriegsverbrecher
- Florynce Kennedy (1916–2000), US-amerikanische Juristin, Bürgerrechtlerin und Frauenrechtlerin
- Jack Kerouac (1922–1969), US-amerikanischer Schriftsteller
- Binnie Kirshenbaum (* 1964), US-amerikanische Autorin
- Fritz Klein (1932–2006), Psychiater und Therapeut, Pionier der Bi-Bewegung
- Antonio Knauth (1855–1915), deutsch-amerikanischer Rechtsanwalt
- Shulamith Koenig (* 1930), UN-Menschenrechtspreisträgerin
- David Konstan (1940–2024), Klassischer Philologe
- Maximilian Krah (* 1977), Jurist und Politiker (MdEP)
- Stephen D. Krasner (* 1942), amerikanischer Politologe
- Paul Oskar Kristeller (1905–1999), deutsch-amerikanischer Humanismusforscher und Philosophiehistoriker
- Polykarp Kusch (1911–1993), US-amerikanischer Physiker und Nobelpreisträger
- Irving Langmuir (1881–1957), US-amerikanischer Chemiker und Physiker
- Paul Lazarsfeld (1901–1976), österreichisch-amerikanischer Soziologe
- Ursula K. Le Guin (1929–2018), Autorin
- Anna Di Lellio, Soziologin
- Fabien Lévy (* 1968), Komponist
- Lillian Rosanoff Lieber (1886–1986), Mathematikerin, Autorin und Hochschullehrerin
- Juan Linz (1926–2013), deutsch-spanischer Politikwissenschaftler
- Seth Low (1850–1916), US-amerikanischer Pädagoge und Politiker
- Li Lu (* 1966), Rechts-/Wirtschaftswissenschaftliche Fakultät, Führer des Protestes auf dem Tian’anmen-Platz
- Sid Luckman (1916–1998), American-Football-Spieler, Unternehmer
- Otto Luening (1900–1996), US-amerikanischer Komponist und Pionier der Elektroakustischen Musik
- Frederick R. Macaulay (1882–1970), Namensgeber der Macaulay-Duration
- Dan Maffei (* 1968), Politiker
- Ernst Gideon Malherbe (1895–1982), Erziehungswissenschaftler und Vice-Chancellor der Universität von Natal
- Mahmood Mamdani (* 1946), Anthropologe, Politikwissenschaftler
- Ines Mandl (1917–2016), Biochemikerin
- Martin Manulis (1915–2007), TV-Produzent
- Margaret Mead (1901–1978), Ethnologin
- Concha Meléndez (1895–1983), puerto-ricanische Dichterin, Schriftstellerin und Hochschullehrerin
- Eugenie Maria Morenus (1881–1966), Mathematikerin und Hochschullehrerin
- Jerrold Nadler (* 1947), Politiker
- Isamu Noguchi (1904–1988), Bildhauer
- Charles Norris (1867–1935), Rechtsmediziner und Pionier der forensischen Toxikologie
- Barack Obama (* 1961), Columbia College 1983, 44. US-Präsident
- Katherine Pancol (* 1954), französische Journalistin und Schriftstellerin
- Anna Paquin (* 1982), kanadisch-neuseeländische Schauspielerin
- George Pataki (* 1945), Rechtswissenschaftliche Fakultät, Gouverneur von New York
- Mario van Peebles (* 1957), Schauspieler und Regisseur
- Tom Perera (* 1938), Professor für Psychologie
- Edmund S. Phelps (* 1933), Wirtschaftswissenschaftler
- Isidor Isaac Rabi (1898–1988), US-amerikanischer Physiker
- Thomas Reardon (* 1969), Computational Neuroscientologe
- Hyman Rickover (1900–1986), Admiral der US Navy
- Manuel Rivera-Ortiz (* 1968), Dokumentarfotograf
- Paul Robeson (1898–1976), US-amerikanischer Schauspieler, Sänger, Sportler, Autor und Bürgerrechtler
- Franklin D. Roosevelt (1882–1945), Rechtswissenschaftliche Fakultät 1907
- Theodore Roosevelt (1858–1919), Rechtswissenschaftliche Fakultät
- Benjamin M. Rosen (* 1933), Gründer von Compaq
- Karen Russell (* 1981), Schriftstellerin
- Edward Said (1935–2003), palästinensischer Literaturtheoretiker und Kritiker
- Saskia Sassen (* 1947), Soziologin
- Simon Schama (* 1945), Kunsthistoriker
- Anna Pendleton Schenck (1874–1915), Architektin
- Laura Schlessinger (* 1947), Radiomoderatorin, Lebensberaterin
- Imogen Seger (1915–1995), Soziologin und Journalistin
- Muzaffer Şerif (1906–1988), türkischer Sozialpsychologe
- Shi Jiuyong (1926–2022), Richter am Internationalen Gerichtshof
- John Siegal (1918–2015), US-amerikanischer American-Football-Spieler
- Benjamin Spock (1903–1998), Kinderarzt, medizinische Fakultät 1929
- David Stern (1942–2020), Rechtswissenschaftliche Fakultät, NBA-Commissioner
- Fritz Stern (1926–2016), Historiker deutscher Herkunft
- Robert A. M. Stern (* 1939), Architekt
- John Cox Stevens (1785–1857), Geschäftsmann und Segler
- Julia Stiles (* 1981), Schauspielerin
- Stephen Strimpell (1937–2006), Jurist, Schauspiellehrer, Schauspieler
- Hunter S. Thompson (1937–2005), US-amerikanischer Schriftsteller und Journalist
- John Kennedy Toole (1937–1969), Schriftsteller
- Lionel Trilling (1905–1975), Literaturkritiker
- Maryanne Trump Barry (1937–2023), US-Bundesrichterin
- Cenk Uygur (* 1970), Moderator und politischer Aktivist
- Mark Van Doren (1894–1972), US-amerikanischer Literaturkritiker, Hochschullehrer und Dichter
- Suzanne Vega (* 1959), US-amerikanische Sängerin und Songwriterin
- Walter Wager (1924–2004), US-Schriftsteller
- Duncan Watts (* 1971), Soziologe
- Mary Jo White (* 1947), Vorsitzende der United States Securities and Exchange Commission
- Ernst Florian Winter (1923–2014), Politikwissenschaftler, Historiker, Diplomat
- Herman Wouk (1915–2019), Schriftsteller
- Donald Yamamoto, Diplomat
- Lotfi Zadeh (1921–2017), Informatiker